# Королёва, Мария Викторовна
Мари́я Ви́кторовна Королёва (16 октября 1974, Челябинск, СССР) — российская ватерполистка, бронзовый призёр Олимпийских игр. Заслуженный мастер спорта России.

## Карьера
На Олимпиаде в Сиднее Мария в составе сборной России выиграла бронзовую медаль.
Чемпионка России в сезонах 1998/99 и 1999/2000 и серебряный призёр первенства в сезонах 1996/97 и 1997/98.